# Salagena guichardi
Salagena guichardi is een vlinder van de familie van de Metarbelidae. De wetenschappelijke naam van de soort is voor het eerst gepubliceerd in 1980 door Edward Parr Wiltshire.
De soort komt voor in Saoedi-Arabië, Verenigde Arabische Emiraten, Oman en Jemen.